# 小行星22249
小行星22249（22249 Dvorets Pionerov）是一颗绕太阳运转的小行星，为主小行星带小行星。该小行星于1972年9月11日发现。

## 轨道参数
小行星22249的轨道半长轴为2.2992239 UA，离心率为0.247。